# Gorham (Maine)
Gorham és una població dels Estats Units a l'estat de Maine (EUA). Segons el cens del 2000 tenia 14.141 habitants.

## Demografia
Segons el cens del 2000, Gorham tenia 14.141 habitants, 4.875 habitatges, i 3.529 famílies. La densitat de població era de 107,8 habitants/km².
Dels 4.875 habitatges en un 38,7% hi vivien nens de menys de 18 anys, en un 59,2% hi vivien parelles casades, en un 10% dones solteres, i en un 27,6% no eren unitats familiars. En el 20,5% dels habitatges hi vivien persones soles el 8,3% de les quals corresponia a persones de 65 anys o més que vivien soles. El nombre mitjà de persones vivint en cada habitatge era de 2,67 i el nombre mitjà de persones que vivien en cada família era de 3,11.
Per edats la població es repartia de la següent manera: un 25,9% tenia menys de 18 anys, un 13,7% entre 18 i 24, un 28,9% entre 25 i 44, un 21,5% de 45 a 60 i un 10% 65 anys o més.
L'edat mediana era de 34 anys. Per cada 100 dones de 18 o més anys hi havia 90,2 homes.
La renda mediana per habitatge era de 50.316 $ i la renda mediana per família de 55.434 $. Els homes tenien una renda mediana de 37.828 $ mentre que les dones 30.394 $. La renda per capita de la població era de 21.174 $. Entorn del 5,1% de les famílies i el 7,4% de la població estaven per davall del llindar de pobresa.

## Poblacions més properes
El següent diagrama mostra les poblacions més properes.